# Héctor Castillo Olivares
Héctor Israel Castillo Olivares (Nuevo León, 7 de mayo de 1975) es un político mexicano, miembro del Partido Acción Nacional (PAN). Ha sido dos veces consecutivas presidente municipal de Santa Catarina y es diputado federal para el periodo de 2021 a 2024.

## Biografía
Es licenciado en Derecho y Ciencias Jurídicas egresado de la Universidad Autónoma de Nuevo León (UANL) y maestro en Administración Pública por la Universidad del Valle de México. 
Es miembro del PAN desde 1996, de 2000 a 2002 fue secretario juventil del comité municipal del PAN en Santa Catarina. En las elecciones de 2009 fue candidato del PAN a diputado suplente al Congreso del Estado de Nuevo León, siendo candidato propietario Víctor Pérez Díaz; resultaron elegido por el Distrito 19 local a la LXXII Legislatura de dicho año a 2012 y ocupó el cargo en los últimos meses del periodo al pedir licencia Pérez Díaz. En el congreso fue vicepresidente de las comisiones de Legislación; y, de Puntos Constitucionales.
En 2015 el presidente municipal de Santa Catarina, Víctor Manuel Pérez Díaz, lo nombró secretario de la Contraloría y Transparencia del ayuntamiento, permaneciendo en el cargo hasta 2015 en que renunció para ser candidato del PAN a presidente municipal. En las elecciones de dicho año resultó elegido, y asumió el cargo para el periodo de 2018 a 2021. En las elecciones de 2018 fue postulado a la reelección al cargo, triunfando en el proceso electoral, y ejerciendo para el periodo consecutivo de 2018 a 2021.
En las elecciones federales de 2021 fue candidato del PAN a diputado federal por el Distrito 1 de Nuevo León. Fue elegido para representarlo en la LXV Legislatura que concluirá en 2024, y en la que es secretario de la comisión de Medio Ambiente y Recursos Naturales; e integrante de las comisiones de Infraestructura; y, de Zonas Metropolitanas.